# Vastseliina (commune)
Cet article concerne la commune. Pour le bourg éponyme, voir Vastseliina.

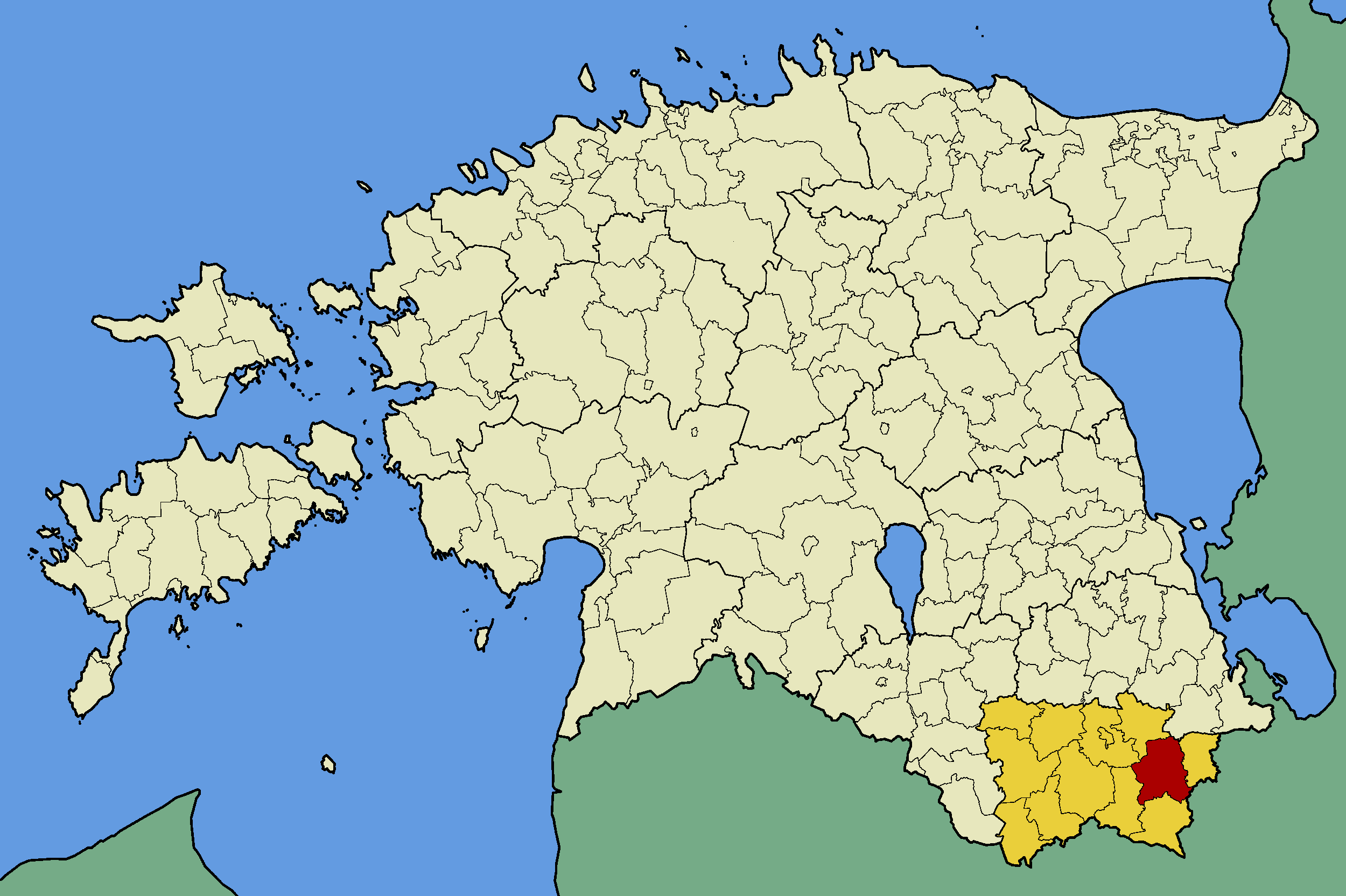
Localisation de l'ancienne commune de Vastseliina dans le comté de Võru.

Vastseliina (en estonien : Vastseliina vald) est une ancienne commune rurale située dans le comté de Võru en Estonie. En 2012, la population s'élevait à 2 012 habitants.

## Géographie
La commune s'étendait sur 222,8 km2 dans le sud-est du comté et était frontalière avec la Russie.
Elle comprenait le bourg de Vastseliina, ainsi que les villages de Haava, Halla, Heinasoo, Hinniala, Hinsa, Holsta, Illi, Indra, Jeedasküla, Juraski, Kaagu, Käpa, Kapera, Kerepäälse, Kirikumäe, Kõo, Kornitsa, Kõrve, Külaoru, Kündja, Lindora, Loosi, Luhte, Mäe-Kõoküla, Möldri - Mutsu, Ortuma, Paloveere, Pari, Perametsa, Plessi, Puutli, Raadi, Saarde, Savioja, Sutte, Tabina, Tallikeste, Tellaste, Tsolli, Vaarkali, Vana-Saaluse, Vana-Vastseliina, Vatsa, Viitka et Voki.

## Histoire
Sous l'Empire russe, elle faisait partie du gouvernement de Livonie.
À la suite de la réorganisation administrative d'octobre 2017, elle a fusionné avec Lasva, Orava, Sõmerpalu et Võru pour former la nouvelle commune de Võru.